# Кенія на зимових Олімпійських іграх 1998
Кенія на зимових Олімпійських іграх 1998, що проходили у Нагано (Японія), була представлена 1 спортсменом в 1 виді спорту (лижні перегони).
Кенія вперше взяла участь у зимових Олімпійських іграх. Жодних медалей країна не здобула.

## Спортсмени
| Вид спорту     | Чоловіки | Жінки | Всього |
| -------------- | -------- | ----- | ------ |
| Лижні перегони | 1        | 0     | 1      |
| Усього         | 1        | 0     | 1      |

## Лижні перегони
| Спортсмени | Дисципліна                       | Фінал    | Фінал |
| Спортсмени | Дисципліна                       | Разом    | Місце |
| ---------- | -------------------------------- | -------- | ----- |
| Філіп Бойт | 10 км класичним стилем, чоловіки | 47:25.25 | 92    |